# Eleven
Eleven — инди-роковая команда из Лос-Анджелеса (США, Калифорния).
Основана в 1990 году Аланом Йоханессом (англ. Alain Johannes)  (вокал, гитара, ситар, духовые), Наташей Шнайдер (вокал, клавиши, бас) и Джеком Айронсом (барабаны).

## Дискография

### Альбомы
- Awake in a Dream (Morgan Creek) (1991)
- Eleven (Hollywood/Third Rail) (1993)
- Thunk (Hollywood) (1995)
- Avantgardedog (A&M) (2000)
- Howling Book (Pollen) (2003)

### Синглы &EP
- Vowel Movelment (1991)
- Rainbow’s End (1991)
- Reach out (1992)
- All Together (1993)
- Why (1995)
- Tomorrow Speaks (1995)
- All Fall Away/You’re Not Alone (1999)
- This Little Finger (2011)